# Dan Attias
Daniel Attias (Los Angeles, 4 dicembre 1951) è un regista e produttore televisivo statunitense.

## Biografia
Debutta alla regia nel 1985 con il film Unico indizio la luna piena, tratto dall'omonimo romanzo di Stephen King, successivamente lavora principalmente per la televisione, dirigendo numerosi episodi delle più note serie televisive dagli anni ottanta a oggi, tra cui Miami Vice, Beverly Hills 90210, Alias, Heroes, Lost, Dr. House - Medical Division e molte altre.
Spesso lavora per la HBO, avendo diretto episodi de I Soprano, The Wire, Six Feet Under, Big Love, Entourage, Deadwood e True Blood. Attias ha ricevuto due candidature agli Emmy Award per la regia di singoli episodi di Entourage.
Nel febbraio del 2001 suo figlio, David Edward Attias, ha investito e ucciso volontariamente quattro persone, e ferito una quinta, mentre si trovava ubriaco al volante della sua automobile a Isla Vista, sul lungo mare di Santa Barbara. Una causa civile è stata intentata contro Dan Attias e sua moglie Diane per aver permesso al figlio, all'epoca dei fatti diciottenne, di guidare la loro Saab 9000.